# ДТП в Харькове 18 октября 2017 года
ДТП в Харькове 18 октября 2017 — резонансное дорожно-транспортное происшествие, произошедшее 18 октября 2017 года в центре Харькова (Украина).
Автомобиль врезался в другое авто и протаранил толпу людей. В результате чего пять человек скончались на месте, а ещё шестеро попали в больницу в тяжёлом состоянии.

## История
18 октября 2017 года, около 20:40, на углу площади Конституции и улицы Сумской в Харькове произошло ДТП, автомобиль Volkswagen Touareg под управлением Геннадия Дронова врезался во внедорожник Lexus RX 350, который, по показаниям очевидцев, двигался на превышающей норму скорости. За рулём которого находилась 20-летняя Алена Зайцева. Lexus вылетел на тротуар и сбил 11 человек: 5 погибли на месте, 6 оказались в больнице, одна из пострадавших вскоре умерла в больнице. Ещё одна из пострадавших, беременная женщина, была срочно госпитализирована; чтобы спасти ребёнка, пришлось ввести её в состояние искусственной комы. Впоследствии женщина успешно родила и вышла из больницы.  
Водитель автомобиля Алена Зайцева является приёмной дочерью харьковского бизнесмена Василия Зайцева, президента ООО «Группа — Тайфун», а также председателя правления и генерального директора ЧАО ПТП «Укрэнергочермет». В 2012 году он был награждён государственной премией в области науки и техники. Алена Зайцева на тот момент училась в Харьковском национальном университете имени Каразина. После происшествия Зайцеву поместили в СИЗО.
Алена Зайцева дала показания в суде и признала свою вину полностью. Геннадий Дронов, который ранее проходил по этому делу как потерпевший, тоже оказался под следствием, и тоже как обвиняемый. Им инкриминировали нарушение правил безопасности дорожного движения, повлекшее гибель нескольких лиц (ч. 3 ст. 286 УК Украины).
20 декабря 2017 года сгорел (возможно, был подожжён умышленно) автомобиль Lexus LX 570, на котором ездит муж судьи Светланы Муратовой, которая рассматривает дело о ДТП в Харькове.
16 июля 2018 года и. о. министра здравоохранения Украины Ульяна Супрун заявила об исчезновении врача-нарколога Елены Федирко, которая проводила осмотр Зайцевой сразу после ДТП. Суд обязал полицию найти её. Спустя некоторое время её нашли, и она дала показания.
26 февраля 2019 года суд вынес Зайцевой и Дронову приговор, оба получили по 10 лет лишения свободы. Адвокаты осуждённых обратились с жалобами на приговор суда. Защита Зайцевой требовала оправдать осуждённую, а представитель Дронова — направить дело на новое рассмотрение. Однако апелляционный, а позже и касационный суд, оставили приговор без изменений.

## Резонанс
Дело вызвало огромный общественный резонанс, его показали почти все новостные телеканалы Украины, многие были уверены в том, что Зайцева, как дочь богатых и влиятельных родителей, почти сразу выйдет на свободу или получит минимальное наказание.
После ДТП глава МВД Украины Арсен Аваков заявлял о необходимости запустить систему видеофиксации на дорогах.
Кабинет министров Украины, после резонансного ДТП, выдвинул требование о снижении скорости движения транспорта в городах до 50 км/ч, с 1 января 2018 года это ограничение вступило в силу.